# Lista de pinturas de Alfredo Norfini

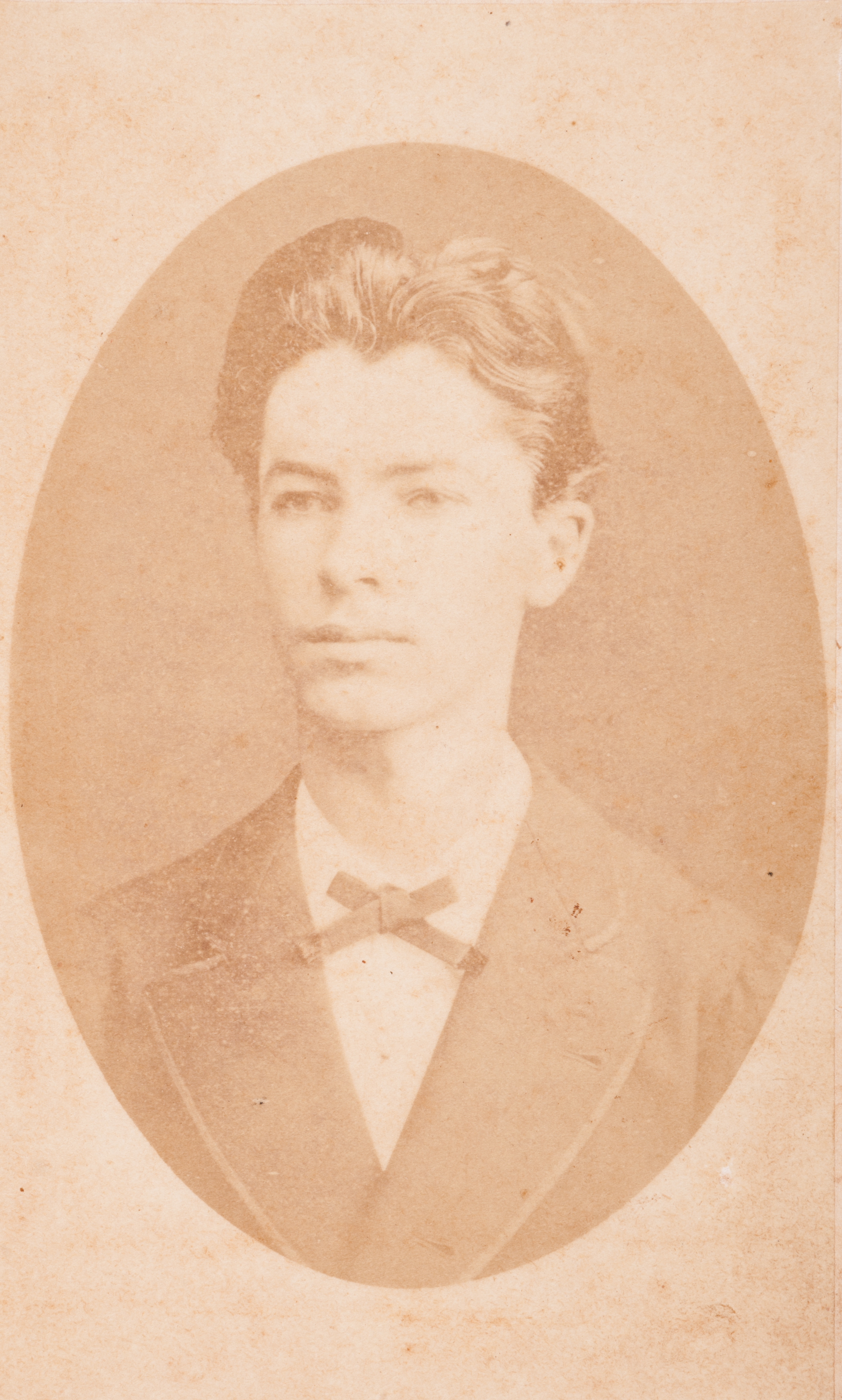
Fotografia em formato carte-de-visite do pintor em 1875

Esta é a lista de pinturas de Alfredo Norfini. Alfredo Norfini foi um desenhista, aquarelista, pintor e professor, nascido em Florença, na Itália, no ano de 1867. Em 1892 ganhou a medalha de prata da Grande Exposição de Artistas Internacionais em Nice, França; concluindo sua formação na Real Academia de Belas Artes de Lucca, em Roma, no mesmo ano. Viajou a Buenos Aires no ano seguinte, onde se casou com Maria Colli e permaneceu lá até 1898. Buscando trabalho, fixou sua residência no município de Campinas, no Brasil onde fundou um curso de pintura. Lecionou no Liceu de Artes e Ofícios, localizado no centro de São Paulo, e realizou diversas exposições entre as décadas de 1920 e 1930, recebendo premiações do Salão Paulista de Belas Artes em 1934. Alfredo morreu em 1944 na cidade do Rio de Janeiro.
Uma de suas primeiras exposições no continente americano foi realizada em Buenos Aires, em 1893, quando expôs quadros que utilizavam a técnica de aquarela, a qual era predileta do artista e que esteve presente em boa parte de seu trabalho. No Brasil, destacou-se por suas obras que retratam paisagens, principalmente pelas marinhas. Suas pinceladas eram curtas; usava pequenos toques de cor em seus quadros e reservava a pintura aguada para as áreas de maior extensão de suas telas. Em 1921, Norfini visitou, ao lado de Paolo Rossi, as cidades de Diamantina, Sabará, São João del Rei, Ouro Preto e Mariana, onde produziu um grande número de aquarelas e desenhos, atentando-se às características arquitetônicas, topográficas e da cultura colonial dos municípios em seus trabalhos. Esses quadros foram reconhecidos como importantes registros iconográficos do patrimônio cultural brasileiro, sendo, em 1934, adquiridos pelo Museu Histórico Nacional.

## Lista de pinturas
| Imagem | Informações técnicas                                                                                           | Ano de criação | Acervo                 | Ref.   |
| ------ | --- | -------------- | ---------------------- | ------ |
|        | Benefício de Café pela Malhação da Vara Óleo sobre tela                                                        | —              | Museu Paulista         | [ 5 ]  |
|        | Carretão para Beneficiar Café - Campinas, 1850 Óleo sobre tela                                                 | —              | Museu Paulista         | [ 6 ]  |
|        | Construção de Açude - Fazenda Cachoeira - Campinas Óleo sobre tela                                             | —              | Museu Paulista         | [ 7 ]  |
|        | Derrubada na Fazenda Cachoeira - Campinas, 1840 Óleo sobre cânhamo                                             | —              | Museu Paulista         | [ 8 ]  |
|        | Descascamento de Café a Pata do Boi, 1820 Óleo sobre tela                                                      | —              | Museu Paulista         | [ 9 ]  |
|        | Fazenda Cachoeira - Canavial, 1840 Óleo sobre tela                                                             | —              | Museu Paulista         | [ 10 ] |
|        | Fazenda da Barra - Campinas, 1840 Óleo sobre tela                                                              | —              | Museu Paulista         | [ 11 ] |
|        | Fazenda Soledade - Campinas, 1830 Óleo sobre tela                                                              | —              | Museu Paulista         | [ 12 ] |
|        | Inocência no Túmulo de um Liberal Óleo sobre tela 21,3 × 33,7 cm                                               | —              | —                      | [ 13 ] |
|        | Monjolo Comum - Primórdios da Lavoura Paulista Óleo sobre tela                                                 | —              | Museu Paulista         | [ 14 ] |
|        | Monjolo de Rabo em Campinas Óleo sobre tela                                                                    | —              | Museu Paulista         | [ 15 ] |
|        | Primeiras Mudas de Café, 1760 Óleo sobre tela                                                                  | —              | Museu Paulista         | [ 16 ] |
|        | Rua Alegre, 1862 (Rua Brigadeiro Tobias) Óleo sobre tela                                                       | —              | Museu Paulista         | [ 17 ] |
|        | Rua do Rosário, 1858 Óleo sobre tela                                                                           | —              | Museu Paulista         | [ 18 ] |
|        | Sem título Aquarela 18 × 32 cm                                                                                 | —              | —                      | [ 19 ] |
|        | Tietê Óleo sobre tela 50 × 70 cm                                                                               | —              | —                      | [ 20 ] |
|        | Tríptico: Cavalhadas em Sorocaba - Alcância das Canas, Desfile de Cristãos e Mouros, Argolinha Óleo sobre tela | —              | Museu Paulista         | [ 21 ] |
|        | Volta do Eito - Fazenda Cachoeira, 1840 Óleo sobre cânhamo                                                     | —              | Museu Paulista         | [ 22 ] |
|        | Paisagem Rio Tietê Óleo sobre tela 21,7 × 33 cm                                                                | 1904           | Coleção particular     | [ 23 ] |
|        | Feira Aquarela sobre papel 25 × 36 cm                                                                          | 1913           | —                      | [ 24 ] |
|        | Volta da Caça de Catetos Óleo sobre tela 20,5 × 23,5 cm                                                        | 1913           | PESP                   | [ 25 ] |
|        | Casa onde Pousou Dom Pedro I Aquarela sobre papel 37 × 50 cm                                                   | 1915           | PESP                   | [ 26 ] |
|        | A Cripta da Sé Aquarela sobre papel 36,5 × 37,5 cm                                                             | 1919           | PESP                   | [ 27 ] |
|        | Marinha Aquarela sobre cartão 36 × 55 cm                                                                       | 1921           | —                      | [ 28 ] |
|        | Igreja (1) Aquarela 22 × 29 cm                                                                                 | 1923           | —                      | [ 29 ] |
|        | Fazenda Óleo sobre madeira 16 × 24 cm                                                                          | 1924           | —                      | [ 30 ] |
|        | Igreja da Misericórdia - Olinda Guache 22 × 29 cm                                                              | 1924           | —                      | [ 31 ] |
|        | Bolívia - Lago Titicaca Aquarela 28 × 39 cm                                                                    | 1925           | —                      | [ 32 ] |
|        | Largo São Bento - 1885 Aquarela sobre papel 26 × 34 cm                                                         | 1925           | —                      | [ 33 ] |
|        | Paisagem (1) Aquarela 21 × 28 cm                                                                               | 1927           | —                      | [ 34 ] |
|        | Farol de Olinda Aquarela 25 × 35 cm                                                                            | 1931           | —                      | [ 35 ] |
|        | Paisagem (2) Aquarela 22 × 30 cm                                                                               | 1939           | —                      | [ 36 ] |
|        | Assalto dos Cabanos ao Trem Aquarela                                                                           | 1940           | Museu de Arte de Belém | [ 37 ] |
|        | Igreja (2) Aquarela 22 × 29 cm                                                                                 | 1942           | —                      | [ 38 ] |